# 1820 au Bas-Canada
Cet article traite des événements survenus en 1820 au Bas-Canada. 

## Événements
- 29 janvier : George IV devient roi de la Grande Bretagne et de ses colonies.
- 1 février : formation du District de Montréal à l'intérieur de l'Archevêché de Québec. Jean-Jacques Lartigue en est l'Évêque auxiliaire.
- 19 juin : Lord Dalhousie devient gouverneur du Bas-Canada (fin en 1828)[1].
- Juin : La colonie de l'Île du Cap-Breton est annexée par la Nouvelle-Écosse.
- 14 décembre : ouverture de la Onzième législature du Bas-Canada.
- Projet d’union entre le Haut et le Bas-Canada. D’après le projet, l’anglais serait la seule langue officielle ; tout membre de l’Assemblée devrait avoir une propriété foncière d’au moins 500 livres sterling. Louis-Joseph Papineau et son second, John Neilson, partent pour Londres avec une pétition de 60 000 signatures.
- Les Comtés unis de Prescott et Russell rejoignent la municipalité du Haut-Canada (aujourd'hui Ontario).
- Début de la construction du Fort de l'île Sainte-Hélène en face de Montréal qui va remplacer la Citadelle de Montréal.
- William Lyon Mackenzie émigre au Canada.
- La communauté anglophone habitant le canton de Shipton au Bas-Canada ont leur ville nommée Richmond en l'honneur du gouverneur Charles Lennox duc de Richmond.
- Début de la création des canaux au Bas-Canada

### Exploration de l'Arctique

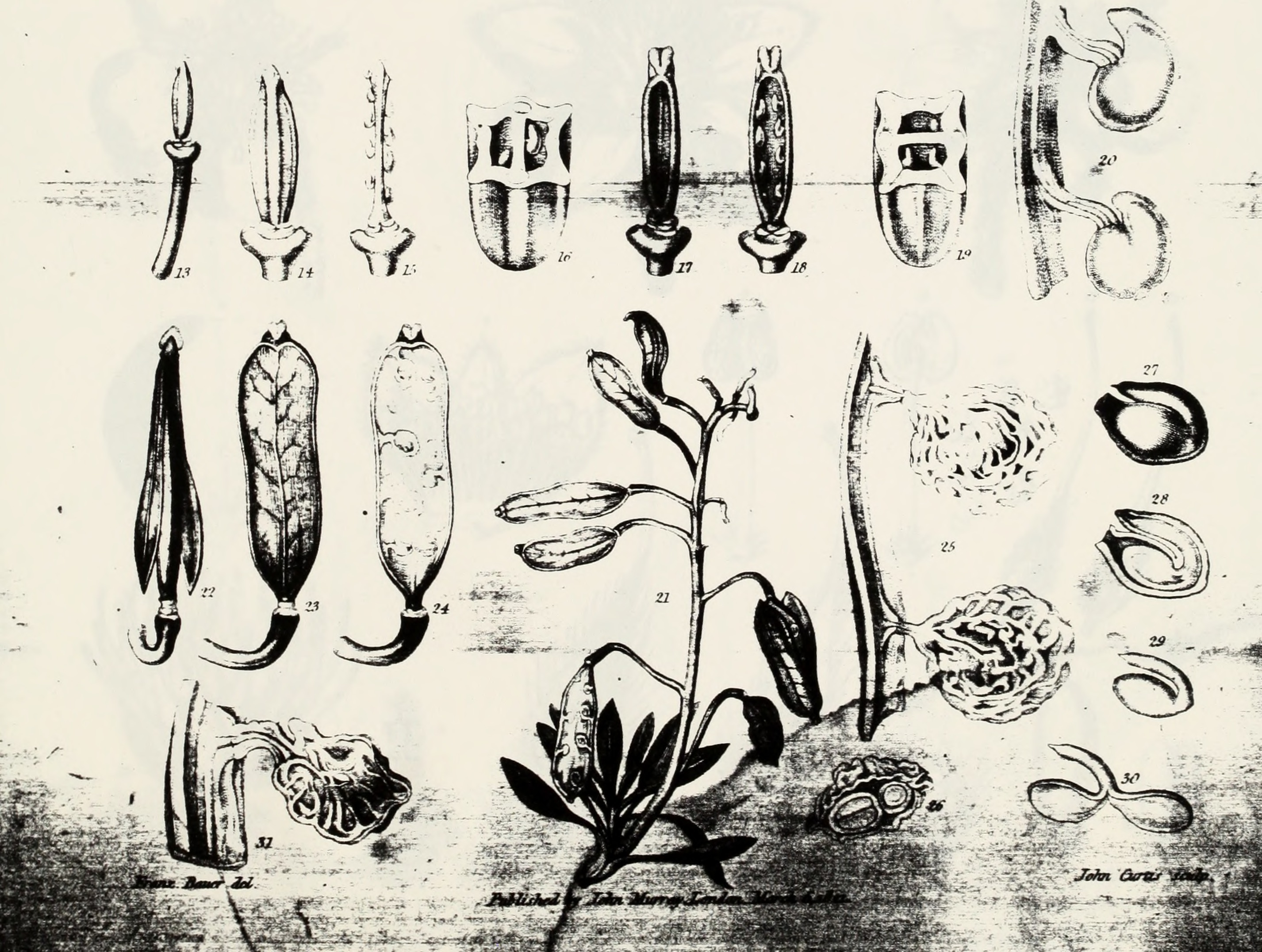
Chloris Melvilliana - une liste de plantes cueillies sur l'Île Melville, (latitude 74-75 N., longitude 110-112 W.) en 1820 (1823) (20615940971)

- William Edward Parry lors de la fin de sa première expédition dans l'Arctique aperçoit une terre qu'il nomme terre de Banks en l'honneur du scientifique anglais Joseph Banks. Cette terre est maintenant connue comme étant l'Île de Banks.
- Expédition Coppermine : John Franklin et ses hommes  atteignent Fort Providence au Grand lac des Esclaves. Ils repartent vers la Rivière Coppermine et ils construisent Fort Enterprise pour y passer un deuxième hiver. Ils sont constamment en manque de nourriture.

## Naissances
- 17 janvier : Hiram Blanchard, premier ministre de la Nouvelle-Écosse.
- 19 février : Elzéar-Alexandre Taschereau, premier cardinal au Canada.
- 10 mars : Léon Provancher, prêtre et naturaliste.
- 12 mai : Luc Letellier de Saint-Just, lieutenant-gouverneur du Québec.
- 30 mai : Pierre-Joseph-Olivier Chauveau, premier ministre du Québec.
- 12 juillet : Joseph-Hyacinthe Bellerose, homme politique.
- 22 juillet : Oliver Mowat, premier ministre de l'Ontario.
- 2 août : John Rose, homme politique.
- 6 août : Donald Alexander Smith, homme politique.
- 13 octobre : John William Dawson, géologue.
- 23 décembre : Stanley Clark Bagg, notaire et organisateur.
- 24 décembre : Joseph-Charles Taché, écrivain et homme politique.

## Décès

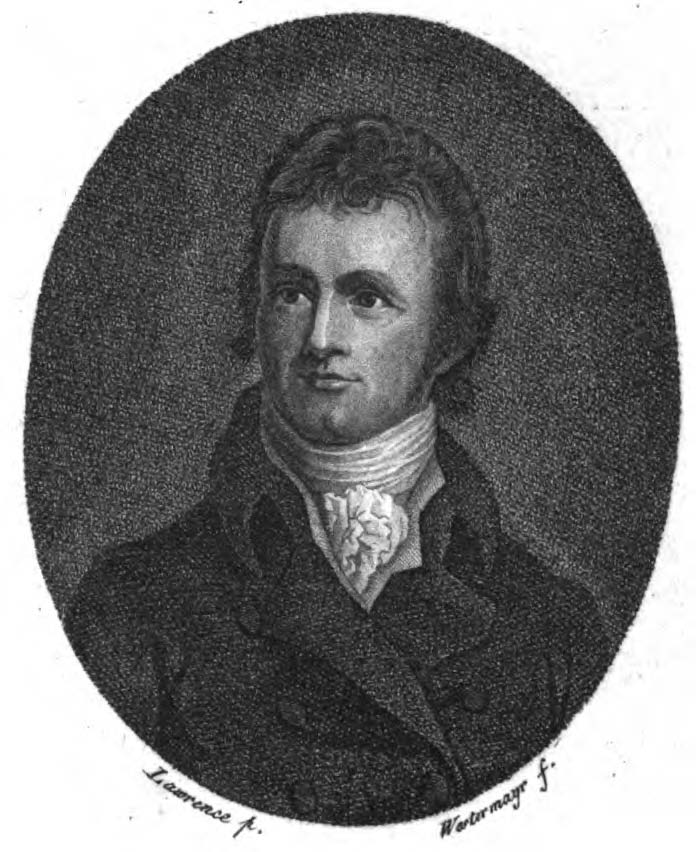
Alexander MacKenzie

- 8 janvier : Demasduit, femme Béothuk.
- 12 janvier : George III, roi de la Grande Bretagne et de ses colonies.
- 11 mars : Alexander Mackenzie, explorateur et homme politique.
- 8 avril : Thomas Douglas (5e comte de Selkirk), administrateur qui fit venir plusieurs immigrants écossais au pays.